# Grönstrupig karib
Grönstrupig karib (Eulampis holosericeus) är en fågel i familjen kolibrier.

## Utbredning och systematik
Grönstrupig karib delas in i två underarter:
- Eulampis holosericeus holosericeus – förekommer på Puerto Rico, Jungfruöarna och Små Antillerna (utom Grenada)
- Eulampis holosericeus chlorolaemus – förekommer på Grenada

DNA-studier visar att släktet Eulampis är en del av Anthracothorax. Resultaten har dock ännu inte lett till några taxonomiska förändringar.

## Status
Arten har ett relativt litet utbredningsområde och beståndsutvecklingen är oklar. IUCN kategoriserar arten som livskraftig.